# 癩予防法
癩予防法（らいよぼうほう、明治40年3月19日法律第11号）は、癩病の予防を目的とし、患者やその家族、医療関係者、官庁等が行うべきことに関する日本の法律であった。患者届出の義務化、消毒その他予防方法が記載された。

## 法律内容
12条からなる法律構成であり、明治40年の制定時は法律名が無く、その後、数次の改正を経て「昭和六年四月二日法律第五八号」にて『癩予防法』と法律名が記載される事となった。その後「らい予防法」が施行され、『癩予防法』は廃止となった。